# Ногайты (Актюбинская область)
Ногайты (каз. Ноғайты) — село в Байганинском районе Актюбинской области Казахстана. Административный центр и единственный населённый пункт Ащинского сельского округа. Находится примерно в 56 км к юго-западу от центра села Карауылкелды. Код КАТО — 153633100.

## Население
В 1999 году население села составляло 1857 человек (931 мужчина и 926 женщин). По данным переписи 2009 года, в селе проживало 1539 человек (786 мужчин и 753 женщины).

## Галерея

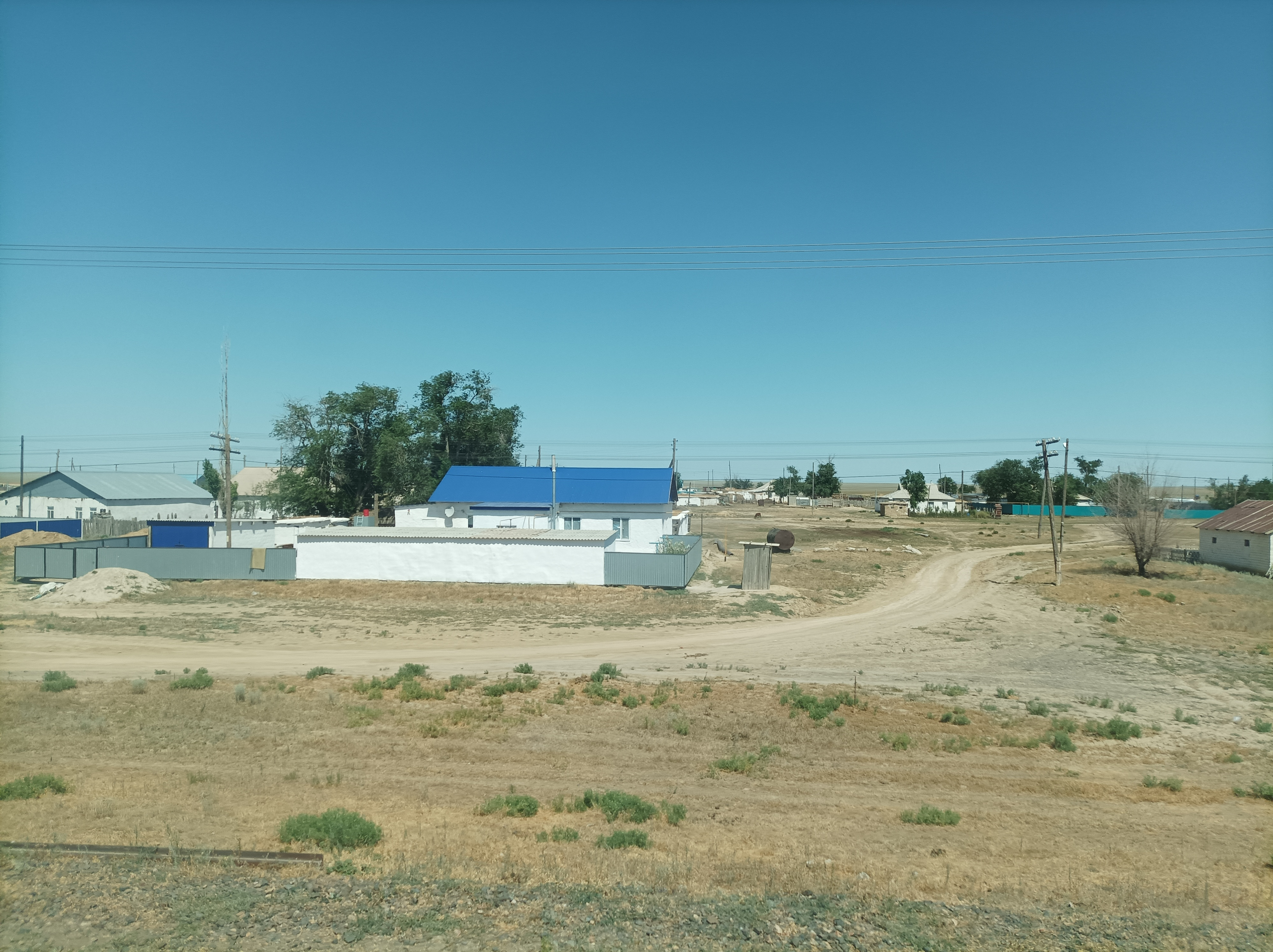
Ногайты
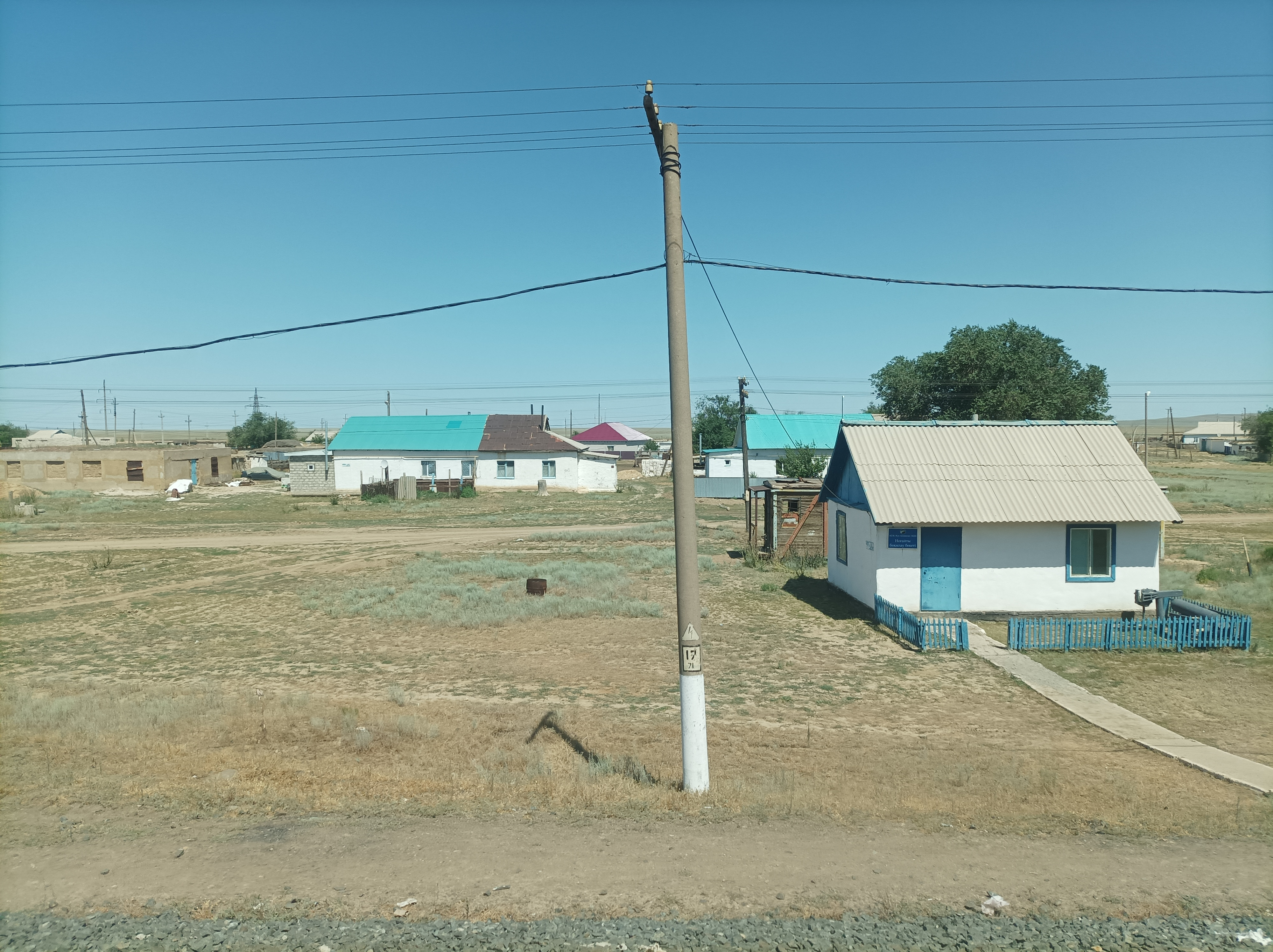
Ногайты
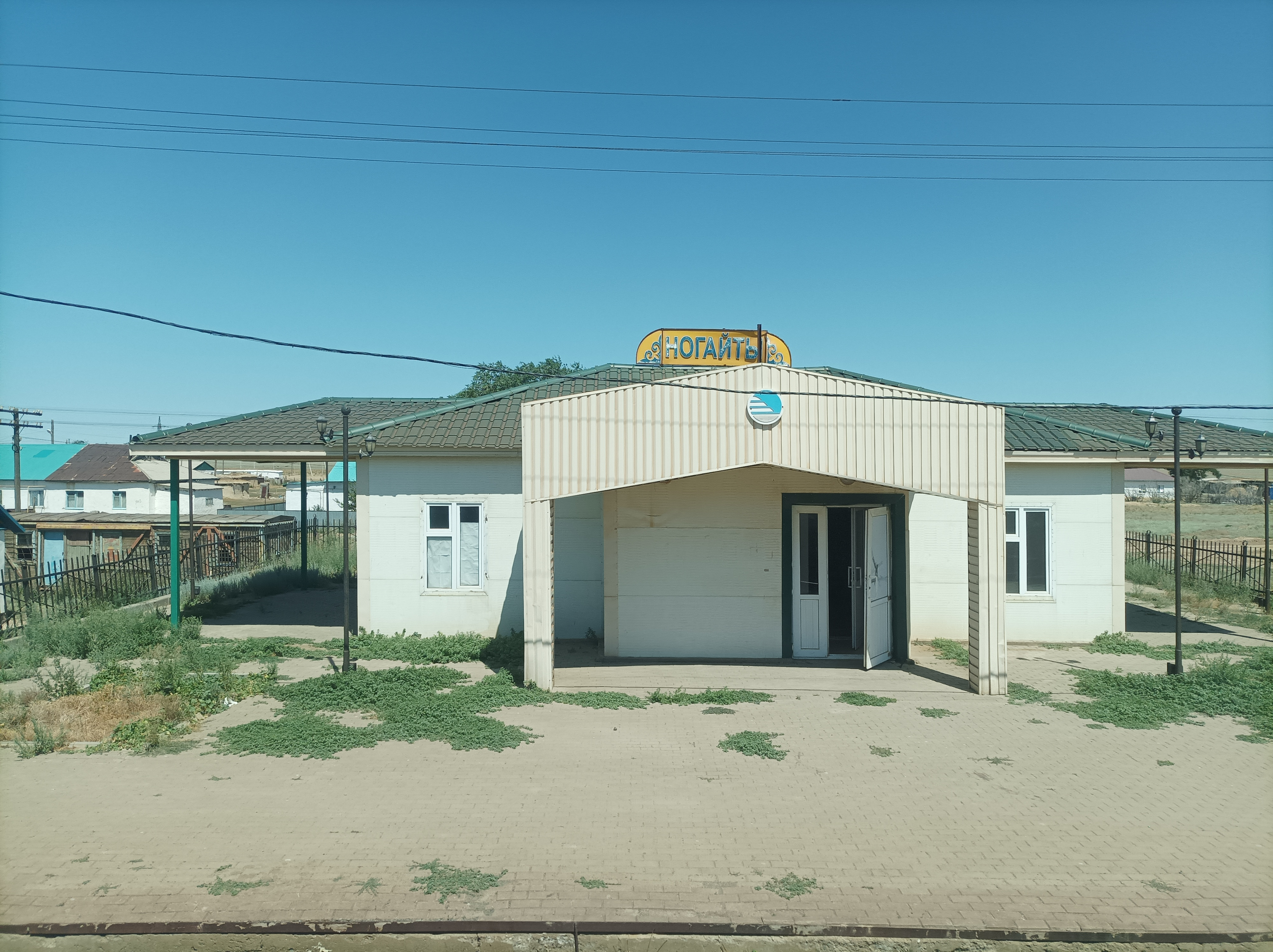
Ногайты. ж.д.станция